# 黑人

剛果黑人婦女

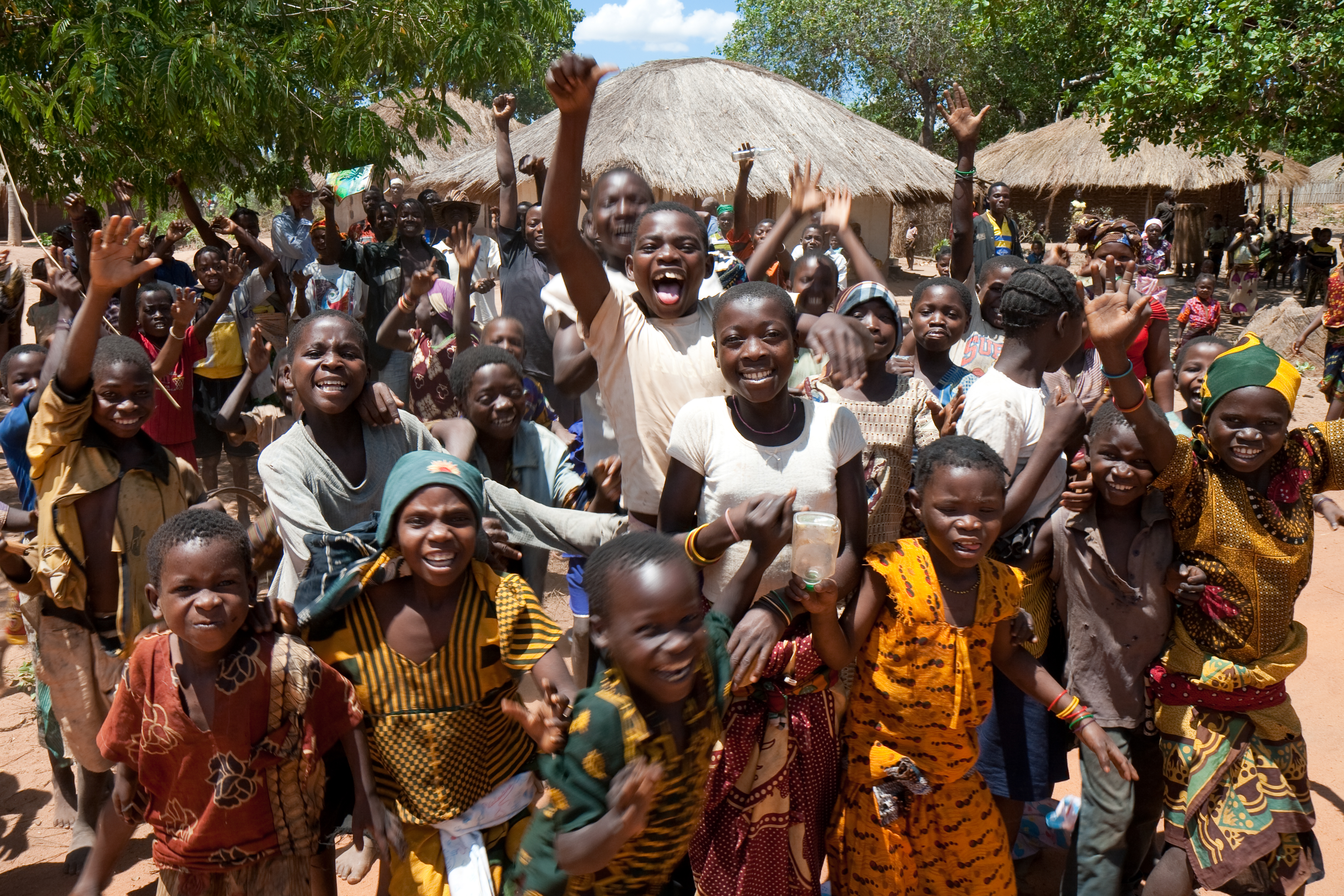
莫桑比克楠普拉的村莊

黑人，即黑色人种，又称尼格罗人种，尼格罗－澳大利亚人种、赤道人种、剛果人種，是人类分类学说裏的一种人种。
現今黑人大多聚居于非洲和美洲，另外，安达曼群岛、尼科巴群岛、美拉尼西亚與澳大利亞原住民的膚色雖然也是黑色，但是現今根據其他科學證據將他們歸類為棕色人種，而不是黑色人種。

## 词义
英语裡的黑人即“黑色”（black）和“族、人”（people）的组合词，虽然在英语中“尼格罗、尼格”（nigra，nigro，niger，nig等词根爲nig-r的词）是侮辱性词汇，但其词源并无侮辱性，而是拉丁语“黑色”的意思。在說拉丁语后裔语言的国度，黑人就叫做尼格罗人，因此黑人也有“尼格罗人种”的称谓。

## 分布
在中世纪时期和中世纪以前，主要分布在非洲撒哈拉以南地区（在摩洛哥也有分佈）與中東。
大航海时代开始以后，西班牙和葡萄牙最先开始在美洲大陆进行殖民统治，但因为天花、疟疾等热带疾病，欧洲来的白人和当地的印第安人都因為體力不支而大量死亡，劳动力一度极为缺乏。欧洲殖民者后来发现黑人对疟疾等疾病有极强的免疫力，體力十分強壯外又容易以奴隸法條和宗教控制，开始使用黑人当劳动力。这一需求也直接促进了贩卖黑奴贸易的产生。在欧洲与非洲、欧洲与美洲、美洲与非洲之间的航路全部打通并日渐成熟之后，出现了最典型的贩卖模式，三角贸易。儘管黑奴船幾乎已經滿載奴隸，旅途中甚至需要用站的來運輸，强烈的劳动力需求提升了黑人劳工的市场价格，黑人在美洲大陆奴隶市场上的售价极高，大约是华人劳工的5倍、白人劳工的1.5倍。非洲大陆各国之间持续进行战争，以便收获战俘充当奴隶，并將他們當作牲畜般的卖给白人。总之，由于欧洲国家在美洲大陆进行的殖民统治和重商主义，以及非洲国家内部的战争，大批量的黑人被迫作为奴隶贩卖于南美洲和北美洲。

## 黑人類型
黑人的種族，主要有尼罗特人、班圖人（兩者占黑色非洲人口的絕大部份）与含米特人种（衣索比亞人种）等。

## 種族特征
根據科學研究，一種几乎只出现于黑人体内，名為“达菲─阴性”（Duffy–negative）的基因变体，令拥有該基因变体的黑人对艾滋病极为缺乏抵抗力，拥有該基因变体的人感染艾滋病毒的几率较没有該基因变体的人高出四成，而且“达菲─阴性”基因变体在非洲很常见，也是艾滋病在撒哈拉沙漠以南的非洲地区迅速蔓延的成因之一。
黑人皮肤黝黑，卷发，鼻梁普遍低矮或中等，下肢较长，身材强壮。

## 相關
- 黑人优越主义

## 参看
- 非裔
- 非裔美国人
- 葡裔非洲人
- 穆拉托人
- 棕色人种
- 黃种人
- 在華黑人
  - 广州黑人
- 现代人种概论